# Дадашев, Кудрат Кулиевич
Кудрат Кулиевич Дадашев (7 ноября 1917, Баку — после 1985) — советский азербайджанский хозяйственный и государственный деятель.

## Биография
Родился в 1917 году в Баку. Член КПСС.
Окончил Азербайджанский индустриальный институт и Высшую партийную школу при ЦК КПСС.
Участник Великой Отечественной войны в составе 839-го стрелкового полка 402-й стрелковой дивизии, 415-го зенитного артиллерийского полка. Призван Сталинским РВК Сталинского района г. Баку 29 мая 1940 года. Являлся старшим лейтенантом, капитаном. Красноармеец.
В 1950—1953 годы — инженер-механик ремонтной мастерской полиграфического оборудования.
В 1953—1961 годы — заместитель заведующего отделом Бакинского горкома КП Азербайджана, первый секретарь райкома КП Азербайджана в городе Баку.
В 1961—1968 годы — председатель Азербайджанского республиканского совета профсоюзов.
В 1968—1977 годы — первый заместитель министра автомобильного транспорта Азербайджанской ССР.
Депутат Верховного Совета СССР 6-го и 7-го созывов. Делегат XXII и XXIII съездов КПСС.
Умер в Баку после 1985 года.

## Награды
- Орден Отечественной войны II степени (1985)
- Орден Трудового Красного Знамени (1966, 25 августа 1971)[2]